# نیو انگلند ایرلاینز
نیو انگلند ایرلاینز (به انگلیسی: New England Airlines) یک شرکت هواپیمایی با کد یاتا EJ است که در ۱۹۷۰ میلادی تأسیس شده‌است.